# Hårboll
Hårboll eller trichobezoar är en ansamling av hoptovat hår som uppstår i magen vid matspjälkning, främst hos vissa djur.
Hårbollar är vanliga bland katter, särskilt långhåriga katter och under fällningstid. Katter tvättar sig genom att slicka sin päls och kan då få i sig hår. Normalt passerar håret genom tarmkanalen, men under fällningstid bryts det inte alltid ner. Istället kan det bilda en hårboll, även kallad trichobezoar. Vanligt är då att katten hulkar och kräks upp hårbollen, men det händer även att hårbollar fastnar i magen och orsakar stopp i tarmkanalen. Hårbollar kan förebyggas genom borstning av katten.